# San Giovanni Ventitreesimo a Borgata Petrelli
San Giovanni Ventitreesimo a Borgata Petrelli é uma capela pública localizada na Via dell’Imbrecciato, 289, no distante subúrbio de Borgata Petrelli, no bairro de Magliana Nuova do quartiere Portuense de Roma. É dedicada a São João XXIII.

## História
A capela fica num parque público conhecido como Largo Petrelli, criado em 1992. Moradores locais construíram o edifício com seus próprios recursos e, quando inaugurada, a capela foi colocada como dependente da paróquia de Nostra Signora di Valme. A estátua do papa São João XXIII no parque foi inaugurada em 2012.
O título do terreno tinha pendências e houve um período em 2013 no qual tanto o parque quanto a capela foram cercados e fechados enquanto o processo corria na Justiça. Em 2015, o acesso foi restaurado.

## Descrição
A capela é um pequeno edifício pré-fabricado pintado de branco com um teto inclinado vermelho. O telhado tem beirais salientes, especialmente profundos na frente, onde eles se tornam uma espécie de dossel raso.
À direita está um pequeno campanário formado por quatro barras verticais de aço sustentando uma pirâmide de placas de aço na qual está pendurado o único sino, uma obra de um ferreiro local chamado Fabrizo Simbolotti.